# Dominikanska partiet
Dominikanska partiet (Partido Dominicano) var ett dominikanskt politiskt parti organiserat inför militären Rafael Trujillos presidentkampanj 1930. Under Trujillodiktaturens kulmen var medlemskap i stort sett obligatoriskt, ett ovanligt drag för i övrigt föga totalitära militärregimer. Det upplöstes efter mordet på Trujillo 1961.